# Bišira
Bišira (mađ. Bisse, nje. Bissing) je selo u južnoj Mađarskoj.
Zauzima površinu od 13,80 km četvornih.

## Zemljopisni položaj
Nalazi se na 45° 54' 28" sjeverne zemljopisne širine i 18° 15' 29" istočne zemljopisne dužine. 
Turon je 1,5 km zapadno, Salanta je 2 km sjeverozapadno, Nijemet je 3 km sjeverozapadno, Sukit je 4,5 km, a Ata 3 km sjeveroistočno, Tofaluba je 2,5 km istočno, Jud je 1,5 km južno-jugoistočno, Harkanj je 4 km južno-jugozapadno, Teriđ je 5 km jugozapadno, a Crnota je 2 km zapadno-jugozapadno.

## Upravna organizacija
Upravno pripada Šikloškoj mikroregiji u Baranjskoj županiji. Poštanski broj je 7811.

## Povijest
Smatra se da je ime pečeneškog podrijetla.
Prvi put se spominje u dokumentu iz 1290. pod imenom Bisse. Sljedeći spomen je u obliku Bysse 1332. godine. U poreznim dokumentima iz 1542. se javlja u obliku Bysschnek.
Mađarski statističar i zemljopisac Elek Fényes je 1851. pisao o Biširi kao o selu u Baranjskoj županiji, 26 katolika, 350 protestanata i 5 židovske vjere. U selu je protestantska crkva, a pohvalio je i biširsko vino.
Bišira je pripadala grofovima Batthyányma.

## Promet
1,5 km zapadno od sela prolazi državna cestovna prometnica br. 58. 4 km istočno od Bišire prolazi željeznička pruga Pečuh-Viljan-Mohač.

## Stanovništvo
Bišira ima 249 stanovnika (2001.). Mađari su većina. Romi čine 2,5% stanovnika. 38% stanovnika su rimokatolici, 30,2% je kalvinista, nekoliko grkokatolika, 6% bez vjere, a za skoro četvrtinu stanovnika se ne zna pripadnost vjeri (nepoznato ili se odbilo izjasniti).

## Vanjske poveznice
- Bišira na fallingrain.com